# San Isidro (Nicarágua)
San Isidro é um município da Nicarágua, situado no departamento de Matagalpa. Tem 283 km² de área e sua população em 2020 foi estimada em 19.986 habitantes.